# بولندا في الألعاب البارالمبية الصيفية 2012
شاركت بولندا في الألعاب البارالمبية الصيفية لندن 2012, حيث اختتمت الدورة ب 36 ميدالية; 14 ذهبية، 13 فضية و9 برونزية. بهذه النتيجة إحتلت بولندا المرتبة التاسعة في الدورة.

## وصلات خارجية
- الموقع الرسمي لندن 2012 نسخة محفوظة 28 فبراير 2013 at the UK Government Web Archive